# Mol·luginàcies
Molluginaceae és una família de plantes amb flor de l'ordre Caryophyllales.

## Característiques
Aquesta família és reconeguda per molts sistemes taxonòmics. L'APG II també reconeix aquesta família. Abans es trobava dins de la família Aizoaceae.

## Gèneres
- Adenogramma Rchb.
- Coelanthum E. Mey. ex Fenzl
- Corbichonia Scop.
- Corrigiola L.
- Glinus L.
- Glischrothamnus Pilg.
- Hypertelis E. Mey. ex Fenzl
- Limeum L.
- Macarthuria Hugel ex Endl.
- Mollugo L.
- Orygia Forssk. = Corbichonia Scop.
- Pharnaceum L.
- Polpoda C. Presl
- Psammotropha Eckl. & Zeyh.
- Semonvillea J. Gay = Limeum L.
- Suessenguthiella Friedrich
- Telephium L.